# Modrásek tolicový
Modrásek tolicový (Cupido decoloratus) je druh denního motýla z čeledi modráskovitých (Lycaenidae). Rozpětí jeho křídel je 24 až 26 mm. Samci mají modravě fialová křídla s tmavým lemem, který vybíhá do žilek. Samice jsou hnědé bez modrého poprašku. Obě pohlaví mají na zadních křídlech krátkou ostruhu, která jen nepatrně přesahuje lem třásní.

## Výskyt

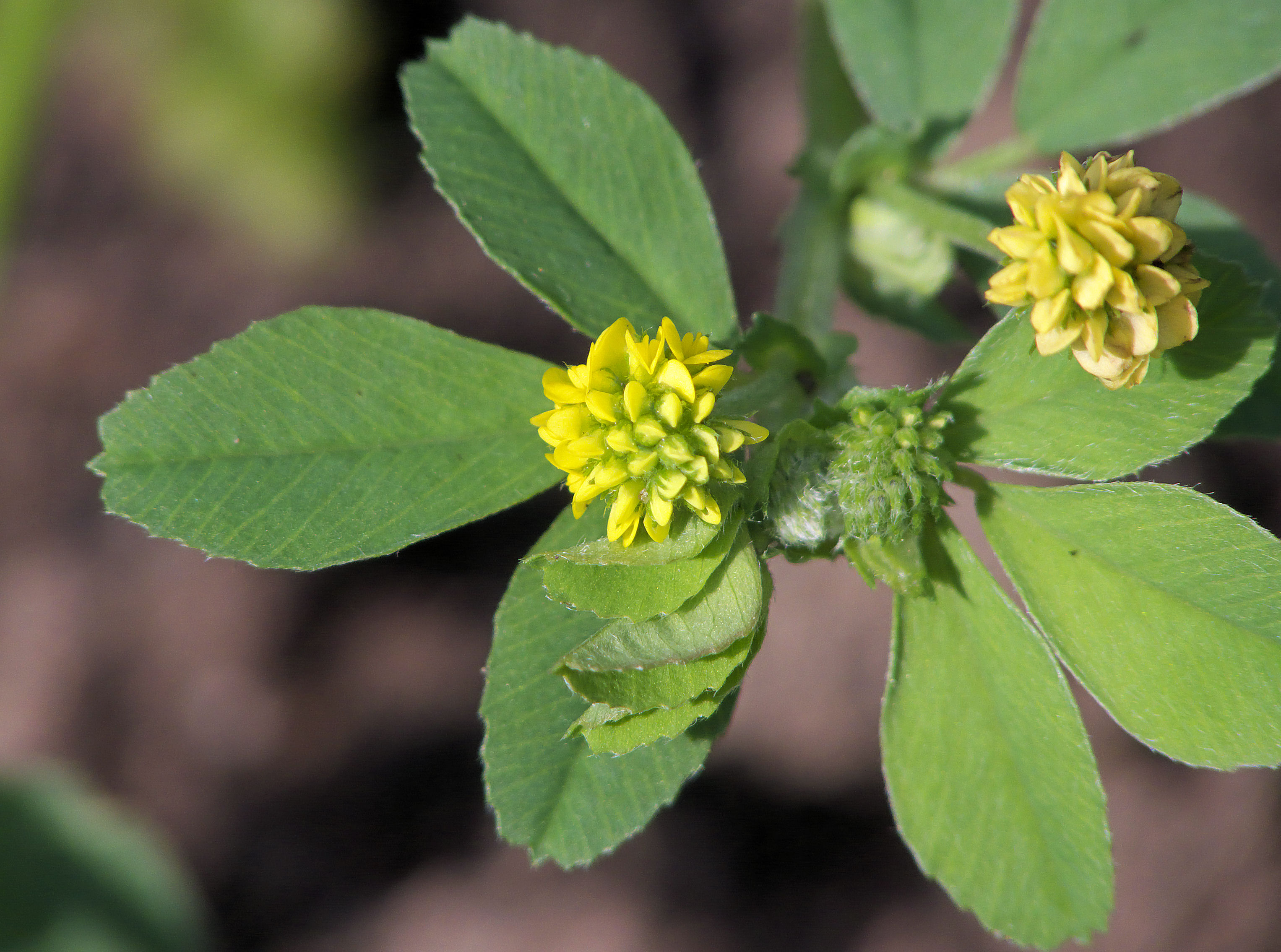
Živná rostlina modráska tolicového

Motýl je rozšířený od jihu Rakouska přes Maďarsko a Balkánský poloostrov až po Turecko. Nejseverněji se vyskytuje na jihu Polska, v České republice a na Slovensku. V České republice je rozšířený na jižní a střední Moravě, kde na vhodných biotopech může být i hojný. V roce 2016 byl modrásek tolicový poprvé zaznamenán ve východních Čechách. Obývá suché křovinaté stepi, slunné paseky, náspy, pískovny, lomy a vojenská cvičiště.

## Chování a vývoj
Živnými rostlinami modráska tolicového jsou hlavně tolice dětelová (Medicago lupulina) a tolice vojtěška (Medicago sativa). V chovech housenky přijímají i štírovník růžkatý (Lotus corniculatus), jetel luční (Trifolium pratense) a vikev setou (Vicia sativa). Samice klade vajíčka na květy živných rostlin. Housenky, které jsou příležitostně myrmekofilní, se živí květy. Motýl je dvougenerační (bivoltinní) a jeho dospělce lze pozorovat od května do června a od července do srpna. V teplých oblastech může mít i třetí generaci od září do října. Přezimuje housenka.

## Ochrana a ohrožení
V České republice není tento druh modráska ohrožen a v současné době se šíří do dalších oblastí. Motýla by mohly ohrozit rekultivace lokalit s jeho výskytem.